# Galaktoboureko

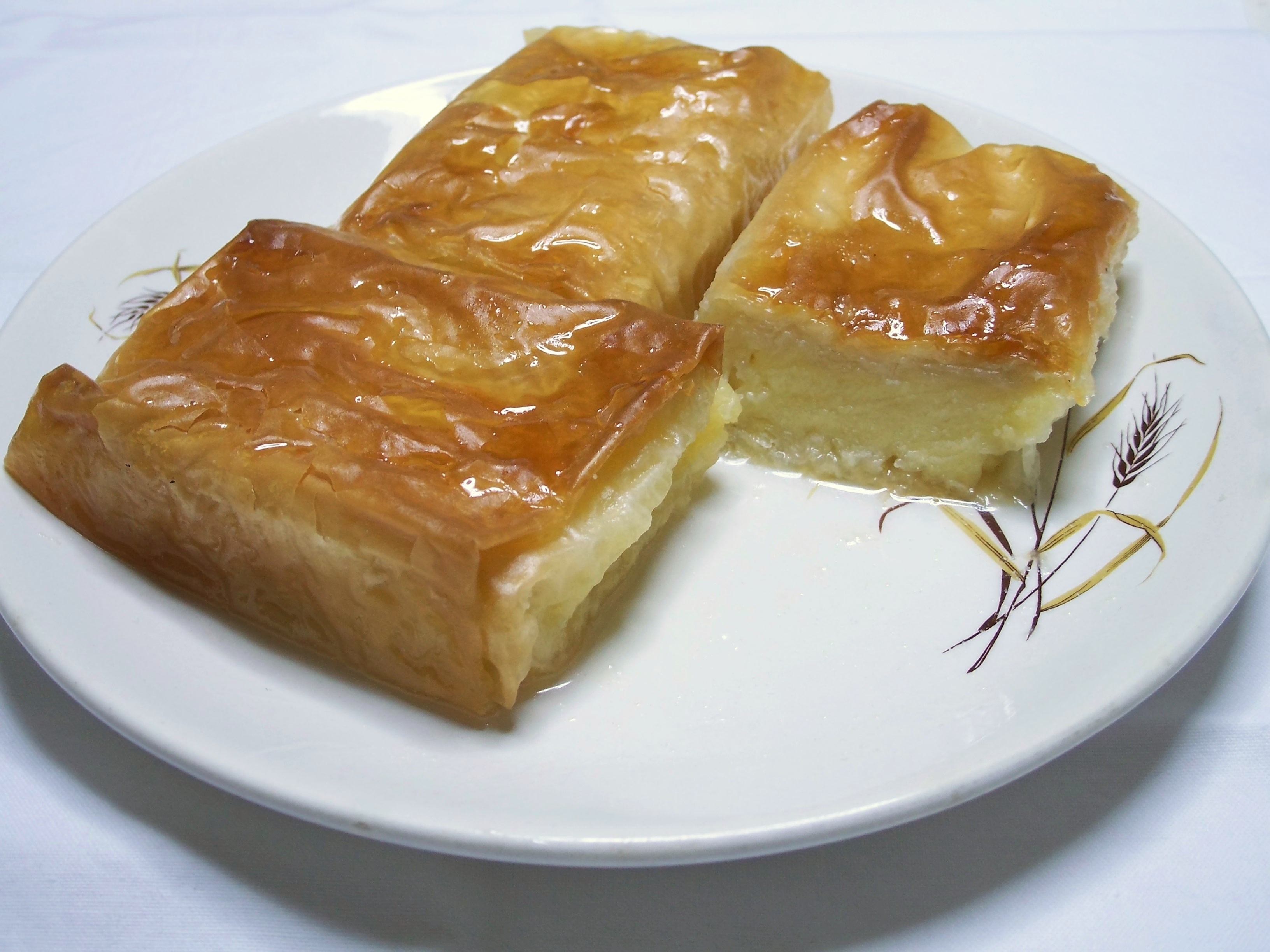
Drei Stückchen Galaktoboureko

Galaktoboureko, auch  Galaktompureko (griechisch Γαλακτομπούρεκο „Milch-Börek“ bzw. türkisch Sütlü börek, auch bekannt als Laz böreği), ist ein griechisches bzw. türkisches Dessert, bei dem Grießpudding von Filo-Teig umhüllt ist. Es wird gelegentlich mit Zitrone oder Orange verfeinert. Galaktoboureko wird im Ofen gebacken, entweder durch Belegen von Blech und Puddingschicht mit einigen Lagen gebuttertem Filo-Teig oder durch Formen 10 cm langer Röllchen aus Grießpuddingmasse, die mit gebuttertem Filo-Teig umhüllt sind.
Im Gegensatz zu vielen Backwaren aus Blätterteig wird die Puddingmasse mit dem Teig gebacken und nicht im Nachhinein dazugegeben.
Er kann mit Puderzucker bestäubt sein und wird mit einem einfachen Sirup serviert.